# Coiffeur par amour
 (juillet 2025).
Pour plus de détails, voir Fiche technique et Distribution.
Coiffeur par amour est un film français réalisé par Max Linder, sorti en 1915.

## Fiche technique
- Titre : Coiffeur par amour
- Réalisation : Max Linder
- Scénario : Max Linder
- Société de production : Pathé Frères
- Pays d'origine :  France
- Format : Noir et blanc — Muet
- Genre : Comédie
- Dates de sortie : 
  -  France : 23 avril 1915

## Distribution
- Max Linder